# Chipitruz
Chipitruz, también llamado José Tripitruz fue un destacado cacique argentino del sur de la provincia de Buenos Aires, llegando a actuar como cacique principal durante diez años, entre 1862 y 1872.
Era hijo del capitanejo Lucio, de la gente de Juan Catriel, a quien se consultaba como curandero o adivino. En 1862, su hijo José se convirtió en cacique independiente, firmó un tratado de paz con el coronel Ignacio Rivas y separó trescientos lanceros con quienes dio inicio a su propia parcialidad. Al año siguiente, Lucio fue asesinado en una borrachera.
Rivas manipuló a Chipitruz, llevándolo a malonear en las mismas tolderías de Catriel. En 1870, cuando estalló la Rebelión Jordanista en Entre Ríos, Rivas fue trasladado a ese frente, mientras la frontera sur de la provincia quedaba bajo el mando del coronel Elía. Éste cambió sus alianzas y ayudó a Catriel a someter a los indígenas de Chipitruz, Manuel Grande y Calfuquir, justamente por aquellas acciones a las que habían sido empujados por Rivas. Elía y los Catriel atacaron a los caciques en la Laguna de Burgos, donde estaban reunidos para un parlamento: los indios de lanza alcanzaron a huir, pero sus familias fueron secuestradas.
Poco después, el coronel Benito Machado formó una división de quinientos «indios amigos», formada por guerreros de las huestes de Calfuquir, Manuel Grande y Chipitruz. En 1870 Machado puso presos a dos hijos de Calfucurá, por lo que éste se preparó para la incursión más grande de la historia. El gobierno reemplazó a Machado por Álvaro Barros, con lo que las cosas se calmaron un poco. Chipitruz se presentó al coronel Barros, pidiendo reincorporarse a la defensa. Por toda respuesta, Barros los arrestó y los preparó para mandarlos presos a la isla Martín García.
Calfucurá organizó en represalia el mayor de los malones habidos en la historia, que fue muy destructivo tanto para sus víctimas como para los victimarios: las armas argentinas y los indígenas de Catriel y de Coliqueo derrotaron a Calfucurá en la batalla de San Carlos de Bolívar. Por su parte, Manuel Grande y Chipitruz debieron informar en persona al ministro de Guerra de la Nación, y sólo recobraron su libertad al año siguiente, en 1873. Fue trasladado a la zona de Sierra Chica, en Olavarría, y allí murió en 1880.
Algún tiempo después, Estanislao Zeballos desenterró cientos de tumbas indígenas. Entre ellos los huesos de Chipitruz, que fueron llevados al Museo de la Plata y merecieron un estudio antropológico de Herman ten Kate.